# ایران در ۲۰۰۶
ایران در ۲۰۰۶ گاه‌شماری از مهم‌ترین رویدادها در سال ۲۰۰۶ در کشور ایران است.

## حاکمان
- مقام معظم رهبری: علی خامنه ای
- رئیس‌جمهور: محمود احمدی‌نژاد
- نایب رئیس: پرویز داودی
- رئیس دادگستری: محمود هاشمی شاهرودی

## رویدادها

### ژوئن
- ۲۱ ژوئن - ایران پس از شکست ۳–۱ و ۲–۰ مقابل مکزیک و پرتغال و بازی ۱–۱ با آنگولا در مرحله گروهی از جام جهانی حذف شد.[۱]